# Haliplus rubidus
Haliplus rubidus é uma espécie de insetos coleópteros pertencente à família Haliplidae.
A autoridade científica da espécie é Perris, tendo sido descrita no ano de 1857.
Trata-se de uma espécie presente no território português.